# Liste der Kulturdenkmale in Schemmerhofen

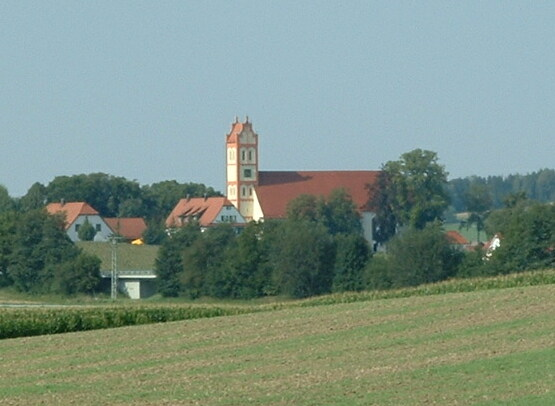

In der Liste der Kulturdenkmale in Schemmerhofen sind alle Bau- und Kunstdenkmale der Gemeinde Schemmerhofen verzeichnet, die im „Verzeichnis der unbeweglichen Bau- und Kunstdenkmale und der zu prüfenden Objekte“ des Landesamts für Denkmalpflege Baden-Württemberg verzeichnet sind.
Diese Liste ist nicht rechtsverbindlich und entspricht möglicherweise nicht dem aktuellen Stand der offiziellen Denkmalliste vom Landesamt für Denkmalpflege Baden-Württemberg, die nicht öffentlich ist und nur bei „berechtigtem Interesse“ eingesehen werden kann. Eine rechtsverbindliche Auskunft ist lediglich auf Anfrage bei der zuständigen Unteren Denkmalschutzbehörde erhältlich.

## Allgemein
- Bild: Zeigt ein ausgewähltes Bild aus Commons, „Weitere Bilder“ verweist auf die Bilder im Medienarchiv Wikimedia Commons.
- Bezeichnung: Nennt den Namen, die Bezeichnung oder die Art des Kulturdenkmals.
- Lage: Straßenname und Hausnummer oder Flurstücknummer des Kulturdenkmals, gegebenenfalls auch den Ortsteil. Die Grundsortierung der Liste erfolgt nach dieser Adresse. Der Link (Karte) führt zu verschiedenen Kartendiensten mit der Position des Kulturdenkmals. Fehlt dieser Link, wurden die Koordinaten noch nicht eingetragen. Sind diese bekannt, können sie über ein Tool mit einer Kartenansicht einfach nachgetragen werden. In dieser Kartenansicht sind Kulturdenkmale ohne Koordinaten mit einem roten bzw. orangen Marker dargestellt und können durch Verschieben auf die richtige Position in der Karte mit Koordinaten versehen werden. Kulturdenkmale ohne Bild sind an einem blauen bzw. roten Marker erkennbar.
- Datierung: Baubeginn, Fertigstellung, Datum der Erstnennung oder grobe zeitliche Einordnung entsprechend des Eintrags in der zuständigen Denkmaldatenbank (Landesamt für Denkmalpflege Baden-Württemberg).
- Beschreibung: Kurzcharakteristik des Kulturdenkmals.

## Alberweiler
| Bild           | Bezeichnung                        | Lage                                          | Datierung | Beschreibung                    | ID                       |
| -------------- | ---------------------------------- | --------------------------------------------- | --------- | ------------------------------- | ------------------------ |
|                | Wegkreuz                           | Alberweiler, bei Bergstraße 12 (Karte)        | 1900      | Geschützt nach § 2 DSchG        | BW                       |
|                | Wegkreuz                           | Alberweiler, an der Röhrwanger Straße (Karte) | 1902      | Geschützt nach § 2 DSchG        | BW                       |
|                | Wegkreuz                           | Alberweiler, bei Schlossstraße 20             | 1900      | Geschützt nach § 2 DSchG        |                          |
| Weitere Bilder | Katholische Pfarrkirche St. Ulrich | Alberweiler, Schlossstraße 24 (Karte)         | 1504      | Geschützt nach §§ 28, 12 DSchG  | Wikidata-Objekt anzeigen |
|                | Pfarrhof                           | Alberweiler, Schlossstraße 26, 26/1 (Karte)   | 1767      | Geschützt nach §§ 28,12,2 DSchG | BW                       |
|                | Schlössle                          | Alberweiler, Schlossstraße 30 (Karte)         | 15. Jh.   | Geschützt nach § 28 DSchG       |                          |
|                | Wegkreuz                           | Alberweiler                                   | um 1870   | Geschützt nach § 2 DSchG        |                          |
|                | Wegkreuz                           | Alberweiler, Grafenwald                       | 1946      | Geschützt nach § 2 DSchG        |                          |
|                | Wegkreuz                           | Alberweiler, Grafenwald                       | 1881      | Geschützt nach § 2 DSchG        |                          |

## Altheim
| Bild | Bezeichnung                     | Lage                           | Datierung | Beschreibung                 | ID |
| ---- | ------------------------------- | ------------------------------ | --------- | ---------------------------- | -- |
|      | Kreuzkapelle                    | Altheim, Elend 1               | 1880      | Geschützt nach §§ 28,2 DSchG |    |
|      | Katholische Kirche St. Nikolaus | Altheim, Kirchenweg 8 (Karte)  | 1820      | Geschützt nach § 2 DSchG     |    |
|      | Pfarrhaus                       | Altheim, Kirchenweg 17 (Karte) | 1821      | Geschützt nach § 2 DSchG     | BW |
|      | Lourdeskapelle                  | Altheim, Kirchenweg 20 (Karte) |           | Geschützt nach § 2 DSchG     | BW |
|      | Wegkreuz                        | Altheim                        | 1870      | Geschützt nach § 2 DSchG     |    |

## Aßmannshardt
| Bild           | Bezeichnung                    | Lage                                                      | Datierung | Beschreibung                  | ID |
| -------------- | ------------------------------ | --------------------------------------------------------- | --------- | ----------------------------- | -- |
| Weitere Bilder | Katholische Kirche St. Michael | Aßmannshardt, St. Michaelstraße 18 (Karte)                | 1887/88   | Geschützt nach §§ 28,12 DSchG |    |
|                | Pfarrhof                       | Aßmannshardt, St. Michaelstraße 20, Weihergasse 7 (Karte) | 1682      | Geschützt nach § 2 DSchG      | BW |
|                | Wegkreuz                       | Aßmannshardt                                              | 1870      | Geschützt nach § 2 DSchG      |    |
|                | Wegkreuz                       | Aßmannshardt                                              | 1910      | Geschützt nach § 2 DSchG      |    |
|                | Wegkreuz                       | Aßmannshardt                                              | 1865      | Geschützt nach § 2 DSchG      |    |
|                | Wegkreuz                       | Aßmannshardt, Mittenweiler                                | 1875      | Geschützt nach § 2 DSchG      |    |

## Aufhofen
| Bild           | Bezeichnung                  | Lage                                            | Datierung | Beschreibung | ID |
| -------------- | ---------------------------- | ----------------------------------------------- | --------- | --- | -- |
| Weitere Bilder | Wallfahrtskirche St. Michael | Aufhofen, Käppelestraße 14 (Karte)              |           | samt Friedhof, Kriegerdenkmal, Stationenweg der „Sieben Schmerzen Mariens“, Marienbrunnen und Wallfahrtskapelle Geschützt nach § 28 DSchG |    |
|                | Ehem. Schulhaus              | Aufhofen, Käppelestraße 16 (Karte)              |           | Geschützt nach § 28 DSchG | BW |
|                | Gerberhaus                   | Aufhofen, Mühlbachstraße 7 (Karte)              | um 1900   | Geschützt nach § 2 DSchG | BW |
|                | Wegkreuz                     | Aufhofen                                        | 1914      | Geschützt nach § 2 DSchG |    |
|                | Bahnhof Langenschemmern      | Aufhofen, Bahnhof Langenschemmern 1,3,5 (Karte) | 1883      | Geschützt nach § 2 DSchG | BW |
|                | Wegkreuz                     | Aufhofen, Eichelsteg                            | um 1880   | Geschützt nach § 2 DSchG |    |

## Ingerkingen
| Bild | Bezeichnung                                        | Lage                                        | Datierung    | Beschreibung                  | ID |
| ---- | -------------------------------------------------- | ------------------------------------------- | ------------ | ----------------------------- | -- |
|      | Hausfigur Kreuzigungsgruppe mit Maria und Johannes | Ingerkingen, Biberacher Straße 27           | wohl 18. Jh. | Geschützt nach § 2 DSchG      |    |
|      | Friedhof mit Gottesackerkapelle                    | Ingerkingen, Ehinger Straße 23 (Karte)      |              | Geschützt nach §§ 28, 2 DSchG | BW |
|      | Turm der Katholischen Kirche St. Ulrich            | Ingerkingen, Oberstadioner Straße 2 (Karte) | 15. Jh.      | Geschützt nach § 28 DSchG     |    |
|      | Wegkreuz                                           | Ingerkingen                                 | 1872         | Geschützt nach § 2 DSchG      |    |
|      | Wegkreuz                                           | Ingerkingen                                 | 1910         | Geschützt nach § 2 DSchG      |    |
|      | Wegkreuz                                           | Ingerkingen                                 | 1863         | Geschützt nach § 2 DSchG      |    |

## Langenschemmern
| Bild           | Bezeichnung                     | Lage                                   | Datierung | Beschreibung              | ID |
| -------------- | ------------------------------- | -------------------------------------- | --------- | ------------------------- | -- |
|                | Sandkeller                      | Langenschemmern, Köhlergasse           | um 1900   | Geschützt nach § 2 DSchG  |    |
|                | Wohnhaus                        | Langenschemmern, Pflugstraße 7 (Karte) | um 1800   | Geschützt nach § 28 DSchG | BW |
| Weitere Bilder | Kath. Pfarrkirche St. Mauritius | Langenschemmern, Pflugstraße 9 (Karte) |           | Geschützt nach § 28 DSchG |    |
|                | Bildstock                       | Langenschemmern, bei Pflugstraße 9     | um 1800   | Geschützt nach § 2 DSchG  |    |
|                | Lourdesgrotte                   | Langenschemmern                        | 1889      | Geschützt nach § 2 DSchG  |    |
|                | Wegkreuz                        | Laupertshausen                         | 1916      | Geschützt nach § 2 DSchG  |    |

## Schemmerberg
| Bild | Bezeichnung                                                                            | Lage                                         | Datierung | Beschreibung              | ID |
| ---- | -------------------------------------------------------------------------------------- | -------------------------------------------- | --------- | ------------------------- | -- |
|      | Mühle des Klosters Salem                                                               | Schemmerberg, Bahnhofstraße 10, 10/2 (Karte) | 1607-1610 | Geschützt nach § 28 DSchG | BW |
|      | Kapelle mit Christus auf der Rast                                                      | Schemmerberg, Oberer Kirchberg 9 (Karte)     |           | Geschützt nach § 2 DSchG  | BW |
|      | Pfarrhof                                                                               | Schemmerberg, Oberer Kirchberg 14 (Karte)    | 1757      | Geschützt nach § 28 DSchG |    |
|      | Katholische Kirche St. Martin                                                          | Schemmerberg, Oberer Kirchberg 16 (Karte)    |           | Geschützt nach § 28 DSchG |    |
|      | Fruchtkasten und Pferdestallungen des ehemaligen Schlosses mit Pfisterei und Gefängnis | Schemmerberg, Schlossgasse 10 (Karte)        |           | Geschützt nach § 28 DSchG | BW |
|      | Wegkreuz                                                                               | Schemmerberg, Bei Unterer Kirchberg 1        | 1939      | Geschützt nach § 2 DSchG  |    |
|      | Wegkreuz                                                                               | Schemmerberg                                 | 1931      | Geschützt nach § 2 DSchG  |    |
|      | Wegkreuz                                                                               | Schemmerberg                                 | 1807      | Geschützt nach § 2 DSchG  |    |
|      | Wegkreuz                                                                               | Schemmerberg                                 | 1911      | Geschützt nach § 2 DSchG  |    |
|      | Bildstock                                                                              | Schemmerberg                                 | um 1850   | Geschützt nach § 2 DSchG  |    |
|      | Wegkreuz                                                                               | Schemmerberg                                 | 1910      | Geschützt nach § 2 DSchG  |    |